# Léider Preciado
Pour les articles homonymes, voir Preciado.
Léider Preciado, né le 26 février 1977 à Tumaco (Colombie), est un footballeur international colombien, qui évolue au poste d'attaquant.
Preciado marque quatre buts lors de ses onze sélections avec l'équipe de Colombie entre 1998 et 2006. Il participe à la coupe du monde de football en 1998.

## Biographie
Comme attaquant, Preciado a porté le maillot de nombreux clubs, en Colombie (Club Deportivo Los Millonarios, CD El Condor, Cúcuta Deportivo, Santa Fe Corporación Deportiva - où il fait cinq passages -, Corporación Deportiva Once Caldas et Asociación Deportivo Cali), en Espagne (Racing Santander et CD Toledo), en Arabie Saoudite (Al Shabab Riyad) et en Équateur (Sociedad Deportivo Quito). Il est vice-champion d’Arabie saoudite en 2005 et champion d'Équateur en 2008 avec le club de Quito.
Il est international colombien à 11 reprises (1998-2006) pour quatre buts. Sa première sélection a eu lieu le 22 avril 1998 contre le Chili, qui se solda par un score de deux buts partout. Il participe à la Coupe du monde de football de 1998, en France. Il entre en jeu lors des deux premiers matchs. Contre la Tunisie, il inscrit le but victorieux. Lors du dernier match contre l’Angleterre, il est titulaire mais ne peut empêcher la défaite colombienne (0-2). La Colombie est éliminée dès le premier tour. En 2013, Léider Preciado est toujours le dernier buteur colombien en Coupe du monde.

## Carrière
Preciado a joué dans les clubs suivants :
- 1995 : Millonarios
- 1995-1996 : CD El Condor
- 1996-1997 : Cúcuta Deportivo
- 1998 : Independiente Santa Fe
- 1998-1999 : Racing de Santander
- 1999-2000 : CD Toldeo
- 2000-2001 : Racing de Santander
- 2001 : Independiente Santa Fe
- 2002 : Once Caldas
- 2002-2003 : Deportivo Cali
- 2004 : Independiente Santa Fe
- 2004-2005 : Al Shabab
- 2005-2008 : Independiente Santa Fe
- 2008-2009 : Deportivo Quito
- 2009 : América Cali
- 2010 : Atlético Bucaramanga
- 2010 : Deportes Quindío
- 2011 : Independiente Santa Fe

## Palmarès
En équipe nationale
- Participe au premier tour de la coupe du monde 1998.

Al Shabab
- Vice-champion du Championnat d'Arabie saoudite de football en 2005.

Deportivo Quito
- Vainqueur du Championnat d'Équateur de football en 2008.

### Distinctions personnelles
- 11 sélections et 4 buts avec l'équipe de Colombie entre 1998 et 2006.
- Meilleur buteur du Championnat de Colombie de football en 2003 (Tournoi de clôture) et 2004 (Tournoi de clôture).